# Municipio de Leech Lake
El municipio de Leech Lake (en inglés: Leech Lake Township) es un municipio ubicado en el condado de Cass en el estado estadounidense de Minnesota. En el año 2010 tenía una población de 436 habitantes y una densidad poblacional de 4,77 personas por km².

## Geografía
El municipio de Leech Lake se encuentra ubicado en las coordenadas 47°11′9″N 94°35′44″O / 47.18583, -94.59556. Según la Oficina del Censo de los Estados Unidos, el municipio tiene una superficie total de 91.33 km², de la cual 61,18 km² corresponden a tierra firme y (33,01 %) 30,14 km² es agua.

## Demografía
Según el censo de 2010, había 436 personas residiendo en el municipio de Leech Lake. La densidad de población era de 4,77 hab./km². De los 436 habitantes, el municipio de Leech Lake estaba compuesto por el 72,94 % blancos, el 24,31 % eran amerindios, el 0,23 % eran asiáticos, el 0,23 % eran de otras razas y el 2,29 % eran de una mezcla de razas. Del total de la población el 2,75 % eran hispanos o latinos de cualquier raza.